# Одлазиш
Одлазиш је први студијски албум босанскохерцеговачког кантаутора Ал Дина снимљен зиме 1999/2000. године у студију „Амедеус” у Сарајеву. Све песме на албуму написао је и компоновао сам Ал Дино.

## Списак песама
1. Кајаћеш се ти
2. Одлазиш
3. Грешка живота
4. Ти бићеш моја
5. Откако тебе нема
6. Ти не долази
7. Само ти
8. Краљице лудила
9. Живот поклањам њој